# Karl Petersen

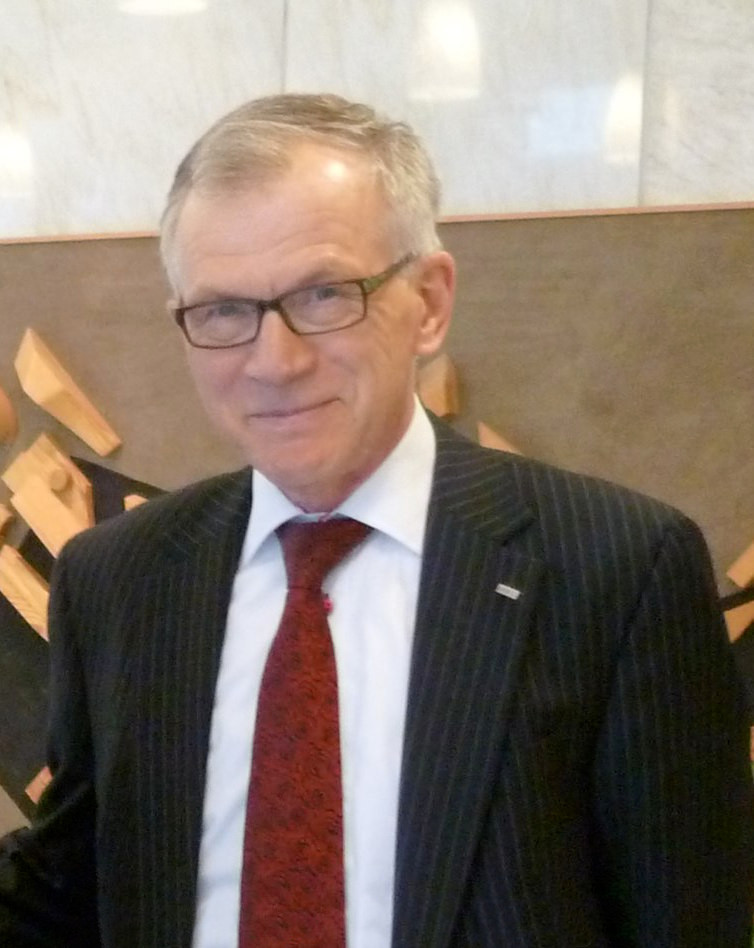
Karl Petersen 2011.

Karl Helenius Petersen, född 28 januari 1949 i Danmark, är en svensk socialdemokratisk politiker. Han var kommunalråd och kommunstyrelsens ordförande i Luleå kommun 2002–2013. Han avgick som kommunalråd och ordförande vid årsskiftet 2013–2014 och efterträddes av dåvarande vice kommunalrådet Yvonne Stålnacke.

## Uppväxt och familj
Petersen föddes i Danmark, men flyttade 1955 till Lilla Markie gård utanför Trelleborg. Hans far arbetade som lantarbetare på gården, och hans mor var hemmafru, men arbetade därtill extra på betfälten för pengarnas skull. Petersens första arbete var som murare.
Han är gift med förutvarande riksdagsledamoten och Europaparlamentarikern Ewa Hedkvist Petersen. Tillsammans har de dottern Åsa Petersen och sönerna Erik och Tomas.

## Karriär och politik
Petersen har byggt upp en stark profil lokalt i kommunen, och gick med sitt parti emot de högervindar som annars gällde i valet 2006, genom att öka kraftigt från 39,97 procent i valet 2002, till 50,71 procent och egen majoritet i kommunfullmäktige 2006. Egen majoritet upprepades i valet 2010, med 50,5 procent av rösterna. De goda valresultaten i kommunen kan jämföras med socialdemokraternas resultat i riksdagsvalen motsvarande år, 34,99 (47,0) procent 2006 och 30,66 (46,2) procent 2010 (inom parentes anges valresultatet i riksdagsvalet i Luleå kommun). I sitt politiska arbete har Petersen aktivt medverkat till beslutet att bygga Kulturens Hus i Luleå som invigdes 2007 och till Facebooks etablering av serverhallar på stadsdelen Porsön i Luleå 2011.
Han utnämndes till filosofie samt teknologie hedersdoktor vid Luleå tekniska universitet 2013.

## Böcker
I självbiografin Da capo (2010, reviderad upplaga 2015) berättar Petersen om sitt liv och politiken samt om värdet av kultur. I boken Hello Mr. Mayor, this is Facebook calling (2014) skriver Gunnel E Vidén, ur Petersens synvinkel, om hur Facebook etablerades i Luleå.